# Ballindean House

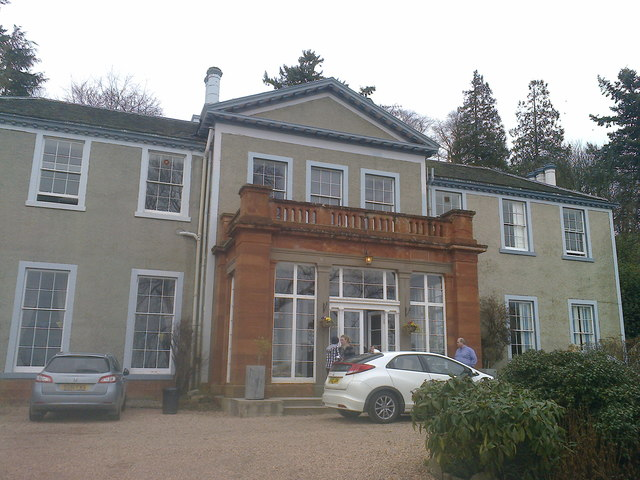
Ballindean House

Ballindean House ist eine Villa nahe der schottischen Ortschaft Inchture in der Council Area Perth and Kinross. 1971 wurde das Bauwerk in die schottischen Denkmallisten in der höchsten Denkmalkategorie A aufgenommen.

## Geschichte
Die Keimzelle von Ballindean House entstand im Jahre 1711. Der aus Edinburgh stammende Edelholzhändler und Lord Provost William Trotter erwarb das Anwesen und ließ 1832 die heutige Villa errichten. Das ursprüngliche Gebäude blieb hierbei zunächst als Nebenflügel mit den Arbeitszimmern Trotters erhalten. 1962 wurde es schließlich abgebrochen. 1969 wanderte der Eigentümer nach Australien aus und ließ Ballindean House leerstehen.

## Beschreibung
Das zweistöckige Herrenhaus steht weitgehend isoliert rund einen Kilometer nordöstlich des Weilers Ballindean beziehungsweise 1,5 Kilometer nordwestlich von Inchture. Seine Fassaden sind mit Harl verputzt, wobei Natursteindetails abgesetzt sind. Die südostexponierte Hauptfassade des klassizistisch ausgestalteten Ballindean House ist neun Achsen weit. Am drei Achsen weiten Mittelrisalit tritt der verglaste Eingangsbereich heraus. Der Risalit schließt mit einem schlichten Dreiecksgiebel mit Zahnschnitt. Das Treppenhaus schließt mit einer markanten Laterne. Die rückwärtigen Flügel sind dreistöckig ausgeführt.